# فرانتیشک کولناتی
فرانتیشک کولناتی (چکی: František Kolenatý؛ ۲۹ ژانویهٔ ۱۹۰۰ – ۲۴ فوریهٔ ۱۹۵۶) بازیکن فوتبال اهل چکسلواکی بود.
از باشگاه‌هایی که در آن بازی کرده‌است می‌توان به باشگاه فوتبال اسپارتا پراگ و باشگاه فوتبال بوهمیانس ۱۹۰۵ اشاره کرد.
وی همچنین در تیم ملی فوتبال چکسلواکی بازی کرده‌است.